# Прохорова, Варвара Александровна
Варвара Александровна Прохорова (род. 27 декабря 1991, Москва) — российская лыжница и ски-альпинистка.
Мастер спорта России. С 2015 года член сборной ЦСКА по ски-альпинизму в звании прапорщик Вооружённых сил Российской Федерации.

## Биография
Чемпионка Elbrus Race Skyrace 2013.
Член сборной России по лыжероллерам.
Участница чемпионата мира по лыжероллерам 2017 года в Шеллефтео (Швеция) — заняла 8 место в масс-старте (16 км свободный стиль).
В 2019 году стала двукратным серебряным призёром этапа FIS Cross-Country Balkan Cup в Гереде (Турция).
Чемпионка России по лыжероллерам 2021 года в эстафете (в паре с Натальей Матвеевой).
Участница Кубка мира по лыжероллерам 2021 года, выступала на этапах в Банска-Бистрице (Словакия), Отепя (Эстония) и Мадоне (Латвия).
В 2021 году завоевала три медали на этапах Континентального кубка по лыжным гонкам: золото в Златиборе (Сербия) (5 км классика), серебро и бронза в Маврово (Северная Македония) (5 км свободный стиль).

## Спортивная карьера

### Лыжные гонки
Лыжными гонками начала заниматься в 2001 году, в возрасте 9 лет. Интерес к лыжам появился благодаря старшему брату, до этого занималась дзюдо и художественной гимнастикой. Первые шаги в лыжах начинала в СДЮШОР «Спартак» в городе Электроугли. В 2004 году стала призером Первенства Москвы, первые Всероссийские соревнования в городе Сыктывкар. В 2007—2008 году была в составе сборной республики Саха (Якутия). В сезоне 2008/09 была приглашена в сборную Москвы для подготовки к Всероссийской спартакиаде учащихся в городе Красноярск. В юниорском возрасте принимала участия в Первенствах России, в этапах Кубка России и Континентальном Кубке. В взрослом, помимо российских соревнований, активно соревнуется на международной арене, участвуя в таких соревновательных сериях как: Visma Ski Classics, World Sprint Series, FIS Balcan Cup, China Tour de Ski, марафоны Worldloppet и Euroloppet.

##### Российские соревнования
Участница первенства России, всероссийских соревнований, этапов Кубка России, чемпионата субъектов, чемпионата России.
Состояла в составах сборной республики Саха (Якутия), сборной Москвы.
Победительница Всероссийских соревнований в дисциплине: спринт (г. Алдан).

##### Международные соревнования
В сезоне 2011/12 выступила на первых международных соревнованиях среди юниоров, в финском Муонио.
В сезоне 2017/18 участвовала в China Tour de Ski.
В сезоне 2019/20 выступала в международной спринтерской серии World Sprint Series. Заняла третье место на международном кубке Balcan Cup в Турции.
В сезоне 2020/21 участие в международном кубке Balcan Cup, одержала первую победу на этапе в Златиборе (Сербия), второе и третье место на этапе в Мавров (Македония).
В сезоне 2021/22 выступала за австрийскую марафонскую команду Ski-Willy Marathone Team Austria на престижной марафонской серии Visma Ski Classics.

##### Российские лыжные марафоны Russialoppet
С 2010 года начала участвовать в гонках серии Russialoppet. Стартовала в 35 гонках, неоднократно становилась победительницей и призёром лыжных марафонов.
В 2018 году по итогу сезона, заняла третье место в общем зачете Супер Кубка Russialoppet.
В 2021 году выиграла общий зачёт Супер Кубка Russialoppet.

##### Международные марафоны Worldloppet и Euroloppet
В Испании, на марафоне Marxa Beret заняла два вторых места (2019, 2022 гг.).
В 2019 году на марафоне Isafjordur в Исландии заняла 2 место.

##### Visma Ski Classics
Весной 2021 году получила приглашение в профессиональную австрийскую марафонскую команду Ski-Willy Marathone Team Austria, для участия в престижной марафонской серии Visma Ski Classics. Тем самым Варвара стала первой российской девушкой, которая вошла в состав иностранной марафонской команды. Первая гонка за австрийскую команду состоялась в ноябре 2021 года, в шведской Орсе. В январе 2022 года, заняла второе место на гонке La Venosta в Италии. Это первый подиум на Visma Ski Classics.

### Лыжероллеры

#### Юниорские и молодёжные достижения
С юниорского возраста состояла в составе сборной России по лыжероллерам.
Дебют на Кубке мира по лыжероллерам в Плато-Невозо (2010 год).
Первая победа в эстафете на Первенстве России по юниорам.

#### Взрослые достижения
Участница этапов Кубка России, Чемпионата мира в составе сборной России по лыжероллерам.
Чемпионка и призёр России, победительница и призёр этапов Кубка России по лыжероллерам.
В 2013 году, дебютировала на Кубке мира в Нижнем Новгороде по лыжероллерам в взрослой категории (11 место — масстарт, 14 место — спринт).
В июле 2015 года, Кубок мира по лыжероллерам в Латвии. В спринте коньковым стилем финишировала 12, в индивидуальной гонке на 5 километров (классический стиль) заняла 10 место, в гонке преследование свободным стилем финишировала 10.
В 2017 году заняла 8 место в гонке классическим стилем на Чемпионате мира по лыжероллерам в Швеции. В этом же году, на Кубке мира в итальянском Тренто заняла 10 место (классический стиль) и 9 место (гонка преследование, свободный стиль).
В 2018 году участвовала в пяти этапах Кубка мира по лыжероллерам. Швеция, Турсбю (14 место в индивидуальной гонке, 14 место в гонке преследовании, 7 место в масстарте); Латвия, Мадона (12 место в спринте, 12 место в индивидуальной гонке, 6 место в масстарте); Китай, Бай Инь (11 место в спринте, 16 место в индивидуальной гонке); Россия, Ханты-Мансийск (15 место в спринте, 8 место в индивидуальной гонке, 18 место в масстарте); Италия, Тренто (10 место в спринте, 15 место в индивидуальной гонке, 10 место в гонке преследовании, 6 место в масстарте).
В 2019 году участвовала в четырех этапах Кубка мира по лыжероллерам. Китай, Пекин (32 место в спринте, 36 место в масстарте); Швеция, Тролльхеттан (8 место в спринте, 25 место в масстарте); Россия, Ханты-Мансийск (11 место в спринте, 9 место в индивидуальной гонке, 13 место в гонке преследовании, 8 место в масстарте); Италия, Тренто (12 место в спринте, 15 место в индивидуальной гонке, 15 место в гонке преследовании, 14 место в масстарте).
В 2021 году участвовала в трёх этапах Кубка мира по лыжероллерам. Словакия, Банска Быстрица (11 место в спринте и два 11 места в масстартах); Эстония, Тарту (5 место в масстарте); Латвия, Мадона (8 место в спринте, 9 место в масстарте, 11место в индивидуальной гонке).

### Альпинизм
Занимается альпинизмом с 2013 года. За это время сделала 14 восхождений на вершину Эльбруса. Чемпионка Red Fox Elbrus Race (Скоростное восхождение на Западную вершину Эльбруса) в 2013 году, призёр в 2016 году.
В 2015 году была приглашена в команду ЦСКА, первое участие в соревнованиях по ски-альпинизму, к 2022 году имеет победу и два призовых места на чемпионате Вооруженных Сил Российской Федерации по ски-альпинизму. Имеет воинское звание прапорщик Вооружённых сил Российской Федерации.
В сезоне 2015/16 три победы на Кубке России (Спринт, командная гонка, индивидуальная гонка), два третьих места на Кубке России, третье место на Чемпионате России. Заняла третье место в общем зачёте Кубка России.
В 2016 году, участница Patrouille des Glaciers.
В феврале 2022 дебютировала на Чемпионате Европы в дисциплине спринт. На Чемпионат России в 2022, заняла второе место в дисциплине спринт и одержала победу в составе эстафеты.

### Гонки с препятствиями
В 2015 году пригласили принять участи в гонке «Стань человеком» с элементами кроссфита. С этих соревнований появился интерес к гонкам с препятствиями. Начиналось всё с любительских соревнований и продолжилось Чемпионатом Европы, а вскоре и Чемпионатом мира.
На Чемпионате Европы в Андорре (2017 год), бежала забег AG Beast, финишировала первой, но была дисквалифицирована за потерю чипа на дистанции.
В 2018 году, на Чемпионате Европы во Франции заняла 5 место, квалифицировалась на Чемпионат мира.
Дважды принимала участие в Чемпионате мира SPARTAN RACE в США, где в 2018 году, заняла второе место, и уже через год одержала победу (2019 год) в категории «Age group» став Чемпионкой мира.

## Достижения

### Чемпионаты мира
| Roller Skiing  | Масстарт |
| -------------- | -------- |
| 2017 Соллефтео | 8        |

| SPARTAN RACE | Золото | Серебро | Бронза |
| ------------ | ------ | ------- | ------ |
| 2018         | —      | 1       | —      |
| 2019         | 1      | —       | —      |

### Кубок мира
| Roller Skiing World Cup | Спринт | Индивидуальная гонка | Преследование | Масстарт |
| ----------------------- | ------ | -------------------- | ------------- | -------- |
| 2010 Прато-Невозо       | 4      | —                    | —             | —        |
| 2013 Нижний Новгород    | 14     | —                    | —             | 11       |
| 2015 Мадона             | 12     | 10                   | 10            | —        |
| 2017 Тренто             | —      | 10                   | 9             | —        |
| 2018 Турсбю             | —      | 14                   | 14            | 7        |
| 2018 Мадона             | 12     | 12                   | —             | 6        |
| 2018 Бай Инь            | 11     | 16                   | —             | —        |
| 2018 Ханты-Мансийск     | 15     | 9                    | —             | 18       |
| 2018 Тренто             | 10     | 15                   | 10            | 6        |
| 2019 Пекин              | 32     | —                    | —             | 36       |
| 2019 Тролльхеттан       | 8      | —                    | —             | 25       |
| 2019 Ханты-Мансийск     | 11     | 9                    | 13            | 8        |
| 2019 Тренто             | 12     | 15                   | 15            | 14       |
| 2021 Банска Быстрица    | 11     | —                    | —             | 11 + 11  |
| 2021 Тарту              | —      | —                    | —             | 5        |
| 2021 Мадона             | 8      | 11                   | —             | 9        |

### Международные соревнования FIS
| Год, место проведения         | Категория  | Спринт | Индивидуальная гонка | Марафон |
| ----------------------------- | ---------- | ------ | -------------------- | ------- |
| 2011 Москва                   | FIS        | 18     | —                    | —       |
| 2018 Гирин                    | FIS        | 7      | —                    | —       |
| 2018 Чанчунь                  | FIS        | 6      | —                    | 8       |
| 2018 Яньань                   | FIS        | 6      | —                    | —       |
| 2018 Пекин                    | FIS        | 7      | —                    | —       |
| 2019 Эрзурум                  | FIS        | 2      | 5                    | —       |
| 2020 Златибор                 | FIS        | 2      | 4                    | —       |
| 2020 Cheile Gradistei-Fundata | FIS        | —      | 7                    | —       |
| 2020 Маврово                  | Balcan Cup | —      | 7 + 6                | —       |
| 2020 Dvorista — Pale          | Balcan Cup | —      | 9 + 10               | —       |
| 2020 Болу                     | Balcan Cup | —      | 3 + 8                | —       |
| 2021 Сеница                   | Balcan Cup | —      | 4 + 4                | —       |
| 2021 Златибор                 | Balcan Cup | —      | 1                    | —       |
| 2021 Маврово                  | Balcan Cup | —      | 3 + 2                | —       |
| 2022 Веноста                  | FIS        | —      | —                    | 2       |

### Российские соревнования
| Год, место проведения  | Категория | Спринт | Индивидуальная гонка |
| ---------------------- | --------- | ------ | -------------------- |
| 2010 Семинский перевал | ПР 19-20  | 32     | 23                   |
| 2010 Кировск           | ВС        | —      | 8 (кл) + 8 (св)      |
| 2011 Москва            | ЧС        | —      | 5                    |
| 2015 Москва            | ВС        | 9      |                      |
| 2016 Алдан             | ВС        | 1      | 5                    |
| 2020 Новосибирск       | ВС        | 6      | —                    |

### Марафоны Russialoppet
11 медалей (2 золотых, 3 серебряных, 6 бронзовых)
| Сезон / призовые места | Золото | Серебро | Бронза |
| ---------------------- | ------ | ------- | ------ |
| 2012 / 2013            | —      | 1       | —      |
| 2013 / 2014            | —      | —       | 1      |
| 2014 / 2015            | —      | —       | 1      |
| 2016 / 2017            | —      | 1       | 1      |
| 2017 / 2018            | 1      | —       | 1      |
| 2018 / 2019            | —      | —       | 1      |
| 2020 / 2021            | 1      | 1       | 1      |

| Сезон / место в общем зачете | Золото | Серебро | Бронза |
| ---------------------------- | ------ | ------- | ------ |
| 2017 / 2018                  | —      | —       | 1      |
| 2020 / 2021                  | 1      | —       | —      |

### Ски-альпинизм
| European Championships Skimo | Спринт |
| ---------------------------- | ------ |
| 2022 Испания                 | 25     |

| Сезон / дисциплина | Спринт | Эстафета |
| ------------------ | ------ | -------- |
| 2015 / 2016        | 6      |          |
| 2021 / 2022        | 2      | 1        |

| Ски-альпинизм | Спринт | Индивидуальная гонка | Командная гонка | Вертикальная гонка |
| ------------- | ------ | -------------------- | --------------- | ------------------ |
| 2016 Хибины   | 1      | 1                    | 1               | —                  |
| 2021 Белорецк | 2      | 3                    | —               | —                  |

Третье место в общем зачёте Кубка России в сезоне 2015 / 2016.